# Kinder- und Jugendliteratur
Kinder- und Jugendliteratur (kurz KJL) ist Literatur, die an junge Menschen vom ersten Vor-Lesealter bis zur Adoleszenz gerichtet ist. Sie umfasst sowohl fiktionale Literatur (Belletristik) als auch Sachliteratur, darunter Druckerzeugnisse und elektronische Texte ebenso wie Hörbücher.

#### Weitere Länder

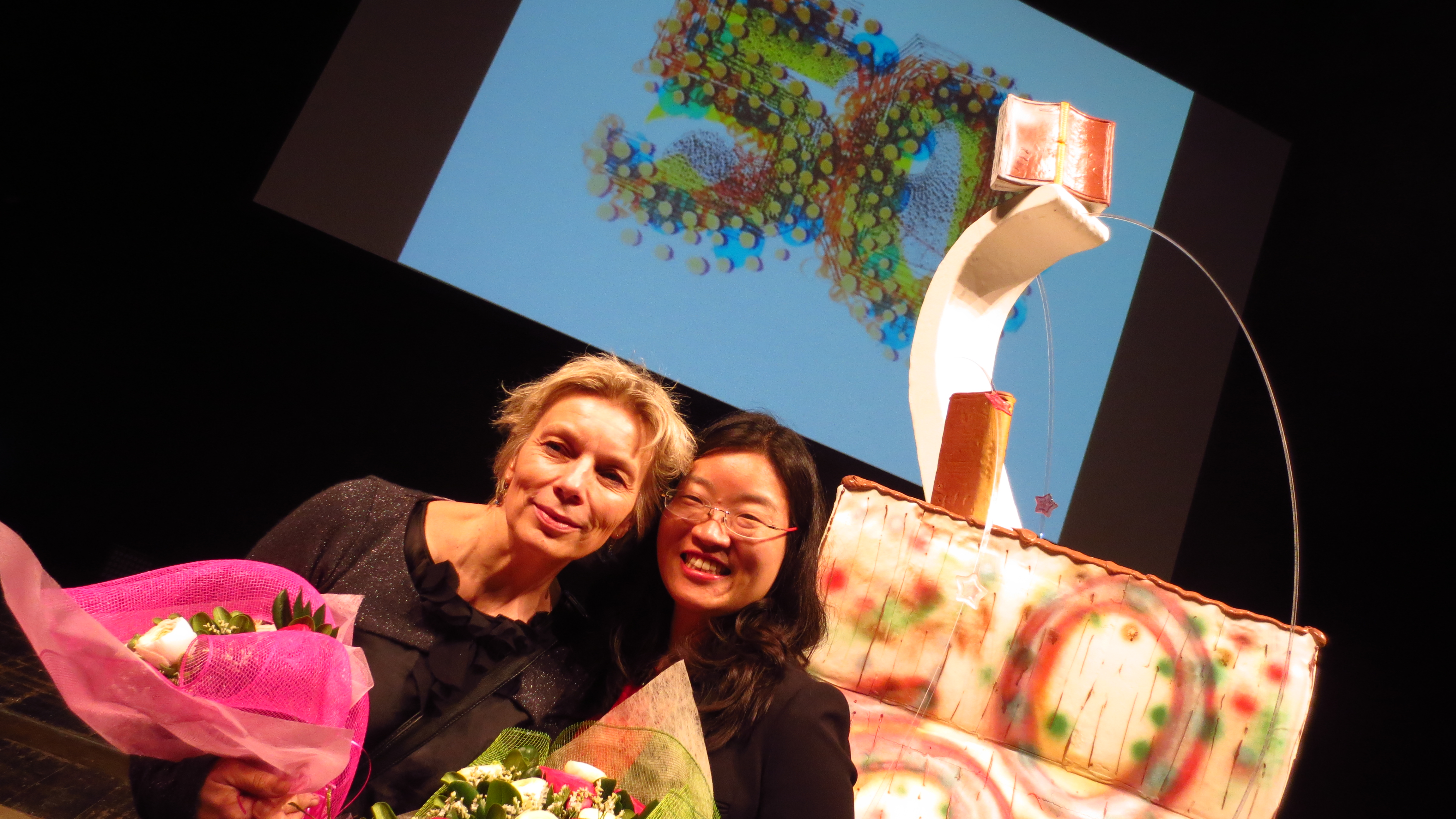
Iwona Chmielewska (links) und die südkoreanische Kinderbuchexpertin Jiwone Lee am 26. März 2013 auf der Bühne des Teatro Communale in Bologna: Im Rahmen der 50. Kinderbuchmesse Bologna wurde Chmielewkas Buch Augen (눈) mit dem Bologna Ragazzi Award 2013 in der Kategorie Fiction ausgezeichnet

## Definitionen
Der Begriff ist nicht eindeutig festgelegt. Unterschieden wird zwischen intentionaler KJL (Gesamtheit der für Kinder und Jugendliche als geeignet empfundenen Literatur), spezifischer KJL (Gesamtheit der für Kinder und Jugendliche geschriebenen fiktionalen und nichtfiktionalen Texte), Kinder- und Jugendlektüre (Gesamtheit der von Kindern und Jugendlichen rezipierten fiktionalen und nichtfiktionalen Texte) sowie KJL als Teilsystem des gesellschaftlichen Handlungs- bzw. Sozialsystems „Literatur“ („Subsystem KJL“).
Literarische Werke für minderjährige Leser (spezifische KJL) werden oft für ein bestimmtes Lesealter verfasst. Einige „Klassiker“, wie Sagen oder Romane aus früheren Jahrhunderten, erscheinen auch in extra für Kinder und Jugendliche bearbeiteten Neufassungen bzw. Nacherzählungen. Kinderbücher werden außerdem meist durch Illustrationen ergänzt, wobei der Bildanteil den Wortanteil umso mehr übertreffen kann, je jünger die anvisierte Zielgruppe ist.

## Geschichte

### Anfänge
Bis weit in die Neuzeit waren die meisten Menschen Analphabeten; die Frage nach einer Lektüre eigens für Kinder und Jugendliche stellte sich damit nicht. In Europa diente die erste Literatur, mit welcher Kinder in der Regel nur an Klosterschulen in Berührung kommen konnte, vor allem der religiösen Unterweisung und erst mittelbar auch der Alphabetisierung.
Auch die Erfindung des Buchdrucks Mitte des 15. Jahrhunderts erleichterte Kindern und Jugendlichen den Zugang zur Literatur zunächst nur in begrenztem Maße. Er beschränkte sich zumeist auf speziell für Kinder gefertigte Lernhilfen wie etwa Hornbücher. Wichtigste Lektüren blieben, besonders im protestantischen Bereich, Bibel, Gesangbuch und Luthers Kleiner Katechismus.
Zu allen Zeiten beliebt bei Kindern waren Märchen, die seit dem 16. Jahrhundert, besonders aber im 19. Jahrhundert gesammelt und auch für Kinder bearbeitet wurden – unter anderem von Giovanni Francesco Straparola, Charles Perrault, Gabrielle-Suzanne de Villeneuve, den Brüdern Grimm und Božena Němcová.

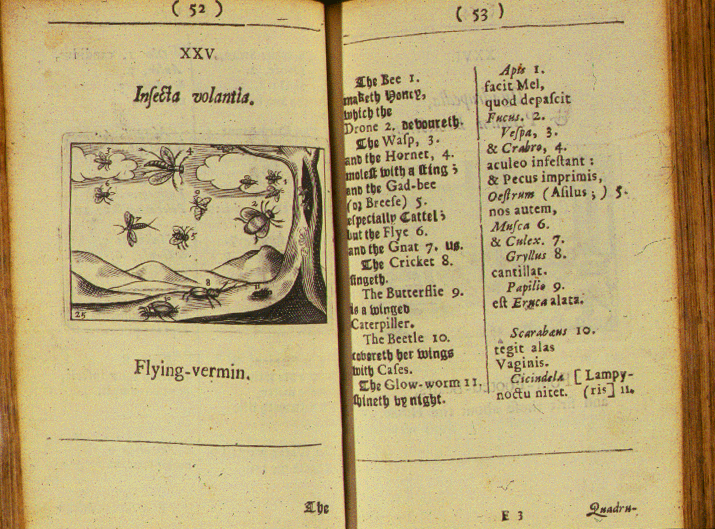
Orbis Sensualium Pictus (1658)

In den 1580er Jahren erschienen zahlreiche günstige, oft minderwertige Bücher, die von Hausierern vertrieben und später auch Volksbücher genannt wurden. Ein erstes bedeutendes Werk für Kinder und Jugendliche war der 1658 von dem Tschechen Johann Amos Comenius veröffentlichte Orbis sensualium pictus. Wie der Untertitel verrät, sollte die ganze Welt der Dinge und des Lebens gemalt und benannt werden. Der Orbis pictus wurde bis ins 19. Jahrhundert Vorbild für ähnliche Werke, die Kinder mit der realen Welt vertraut machen wollten.
In den 1750er Jahren kamen nur wenige Seiten umfassende Hefte unterschiedlichen Inhalts aus Pappe auf den Markt, die oft Gebete sowie ein mit Holzschnitten illustriertes ABC enthielten. Das ABC-Buch war erfunden. Diese Buchform war bis Mitte des 19. Jahrhunderts populär. Bekannt wurde der vom englischen Buchverkäufer und Autor anti-katholischer Verse Benjamin Harris verfasste New England Primer, der zum am weitesten verbreiteten Schulbuch Nordamerikas wurde.
Der Enzyklopädismus des 18. Jahrhunderts schlug sich auch in der Kinderliteratur nieder, etwa in dem Elementarwerk des Pädagogen Johann Bernhard Basedow, das er 1774 veröffentlichte. Überhaupt beschäftigte man sich im Zeitalter der Aufklärung intensiv mit Kindererziehung und schrieb jetzt auch kindgerechte Romane. Am bekanntesten ist Robinson der Jüngere (1779) von Joachim Heinrich Campe, das eine Bearbeitung von Daniel Defoes Robinson Crusoe ist. Bereits Rousseau hatte in Emile erklärt, dass Robinson eine für Kinder geeignete Lektüre sei, und Campe wollte ihnen den Zugang zu dem Werk erleichtern.

### Moralistische Werke

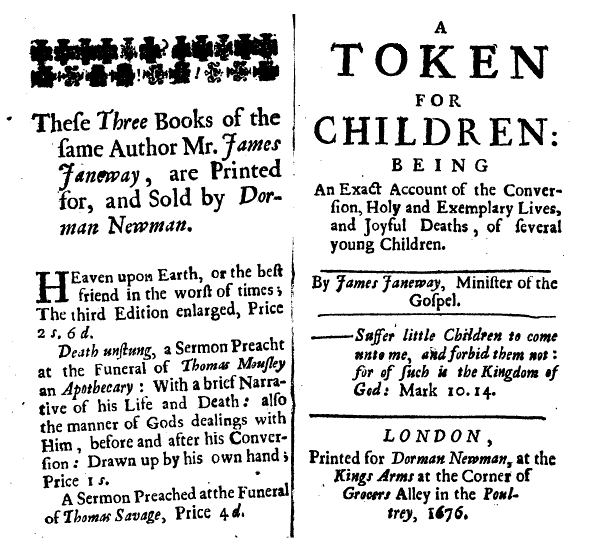
James Janeway, A Token for Children, postume Ausgabe von 1676.

Im 17. und 18. Jahrhundert veröffentlichten Puritaner in England und Amerika Kinderbücher, die von protestantischer Ethik geprägt waren. Da die Kindersterblichkeit damals sehr hoch war – nur jeder zweite Mensch erreichte das Erwachsenenalter –, lag der erzieherische Sinn der moralistischen Kinderliteratur vor allem in der Vorbereitung der Kinder auf ihren Tod und der Vermeidung der „Höllenverdammnis“.
Ein Beispiel puritanischer Kinderliteratur ist James Janeways A Token for Children (ca. 1671), das eine Reihe von Geschichten beispielhafter Lebensführung und freudvoller Todesfälle kleiner Kinder enthält. Es war bis Mitte des 19. Jahrhunderts in England und seinen Kolonien weit verbreitet. Die Todesfurcht der Kinder wurde auch durch präzise Beschreibungen der Höllenqualen und durch das Zeigen von Leichen und öffentlichen Hinrichtungen gefördert.
Isaac Watts’ 1715 veröffentlichtes Divine Songs Attempted in Easy Language for the Use of Children milderten die makabre Erzählweise und war freundlicher gehalten. Seine Verse waren weiterhin Ausdruck der auch im 18. Jahrhundert noch verbreiteten Sichtweise, dass Kinder kleine Erwachsene von immanent boshaftem Wesen seien. Watts’ Lieder waren bis ins späte 19. Jahrhundert als Übungen zum Auswendiglernen geschätzt.

### Abkehr von der erzieherischen Botschaft

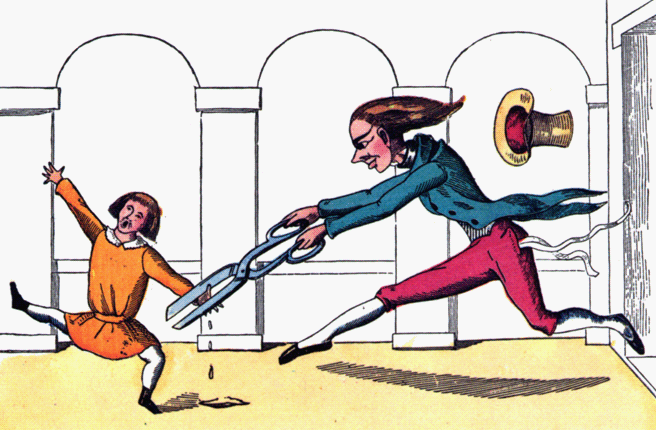
Szene aus dem Struwwelpeter (1845)

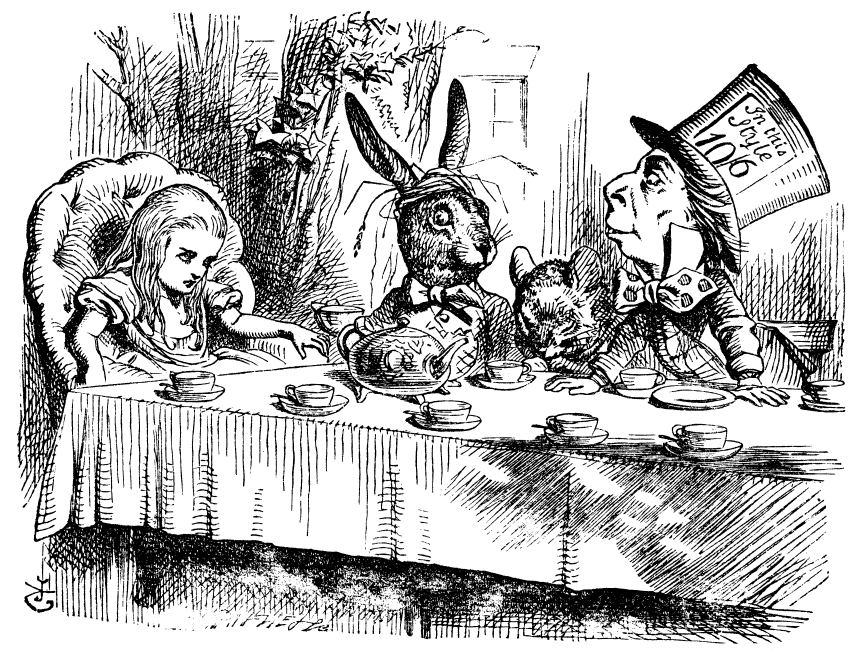
Illustration aus Alice im Wunderland (1865)

Einige der ersten Kinderbücher, die neben einer rein erzieherischen Botschaft auch Unterhaltungswert hatten, wurden von John Newbery in den 1740er Jahren veröffentlicht. Einige Jahre zuvor hatte Thomas Boreman die Gigantick Histories geschrieben.
Dennoch prägten moralistische Wertvorstellungen bis ins späte 19. Jahrhundert weiterhin – auch im deutschsprachigen Raum – viele Kinderbücher, obwohl ab Mitte des 18. Jahrhunderts die rein religiöse Botschaft immer mehr von dem von Locke und Rousseau propagierten rationalen Moralismus verdrängt wurde, bei dem die erzieherische Botschaft in raffiniert ausgearbeiteten Geschichten versteckt wird. Ab Mitte des 19. Jahrhunderts wurden auch reine Fantasie- und Abenteuergeschichten immer mehr als Kinderliteratur akzeptiert.
1893 erschien in Deutschland erstmals die Jugendschriften-Warte, eine Publikation der Vereinigten Prüfausschüsse, die neu erschienene Kinder- und Jugendbücher beurteilte und Listen empfehlenswerter Bücher herausgab. Diese Publikation hatte in Deutschland sehr weitreichenden Einfluss darauf, was als lesenswerte Literatur galt. Gegen Ende der Weimarer Republik betrug die Auflage fast 200.000 Exemplare und sie war Beilage fast aller Lehrerzeitschriften. In ihren Empfehlungslisten legten die Prüfungsausschüsse sehr traditionelle Bewertungskriterien von Kunst und Kindertauglichkeit als Maßstab an. Weit verbreitete Bücher wie etwa die Trotzkopf-Reihe von Emmy von Rhoden, die Publikation der Thekla von Gumpert oder die Nesthäkchen-Serie von Else Ury galten als „verderblicher Schund“.
Heinrich Hoffmanns Struwwelpeter (1845) war eines der ersten und auch eines der erfolgreichsten Kinderbücher, das vom Autor selbst illustriert wurde. Auch wenn – oder gerade weil – die erzieherische Botschaft deutlich zu erkennen ist, weisen die grotesk überzeichneten Illustrationen und Texte eine ganz eigene Komik auf. E. T. A. Hoffmanns Märchen Nußknacker und Mausekönig, erschienen neben den Märchen von zwei anderen Autoren der deutschen Romantik in einem Kinderbuch von 1816, weicht als eine der ersten Erzählungen für Kinder von den zeitgenössischen kinderliterarischen Moralvorstellungen ab. Gut ein halbes Jahrhundert vor Lewis Carroll machte sie das Bizarre, Skurrile und Groteske zum Bestandteil der Kinderliteratur.
Ihre Entstehungsgeschichte weist weitere Parallelen zu Lewis Carrolls Alice im Wunderland (1865) auf. Beide Erzählungen wurden für ein Mädchen aus dem Freundeskreis der Autoren geschrieben. Eine solche Vorgehensweise gelangt in Carrolls Alice-Geschichten zur Blüte, die im englischen Sprachraum als erste frei von moralistischer Botschaft waren. Carroll parodiert in seinem Werk Watts’ Verse. Im selben Jahr wie Alice erschienen Wilhelm Buschs satirische Max-und-Moritz-Geschichten. Die nunmehr zunehmend in Vergessenheit geratenden Geschichten zur moralischen Erbauung wurden auch weiterhin vereinzelt parodiert, etwa von Hilaire Belloc in Cautionary Tales, 1907.
In der Tradition von Carrolls vom kindlichen Denken inspirierte Herangehensweise an das Verfassen von Kinderbüchern steht auch der englische Autor A. A. Milne. Seine Geschichten von Pu, dem Bären sind zu Paradigmen der Kinderliteratur geworden. Für das Verständnis insbesondere der englischen Kinderliteratur ist auch der Erfinder des Limericks wichtig, Edward Lear. Diese geistreiche Verbindung von Witz und Gedicht wirkte auf Carroll ebenso wie auf Milne, aber auch auf deutsche Dichter wie Wilhelm Busch, Christian Morgenstern oder Joachim Ringelnatz, die alle auch Kindergedichte verfasst haben.

### Moderne Werke

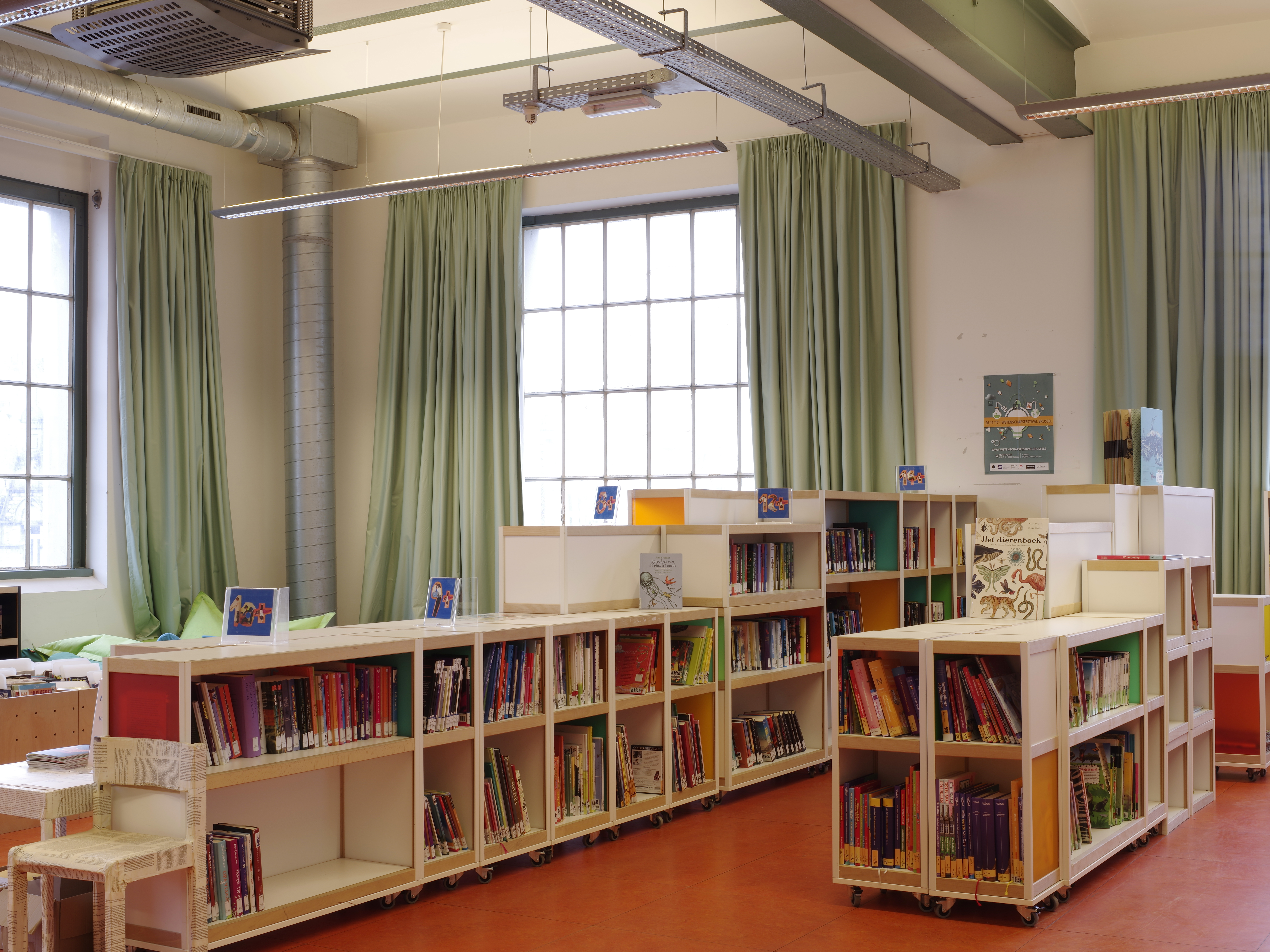
Kinder- und Jugendliteratur in BLI:B, öffentliche Bibliothek Vorst, Van Volxemlaan 364, 1190 Brüssel (Vorst).

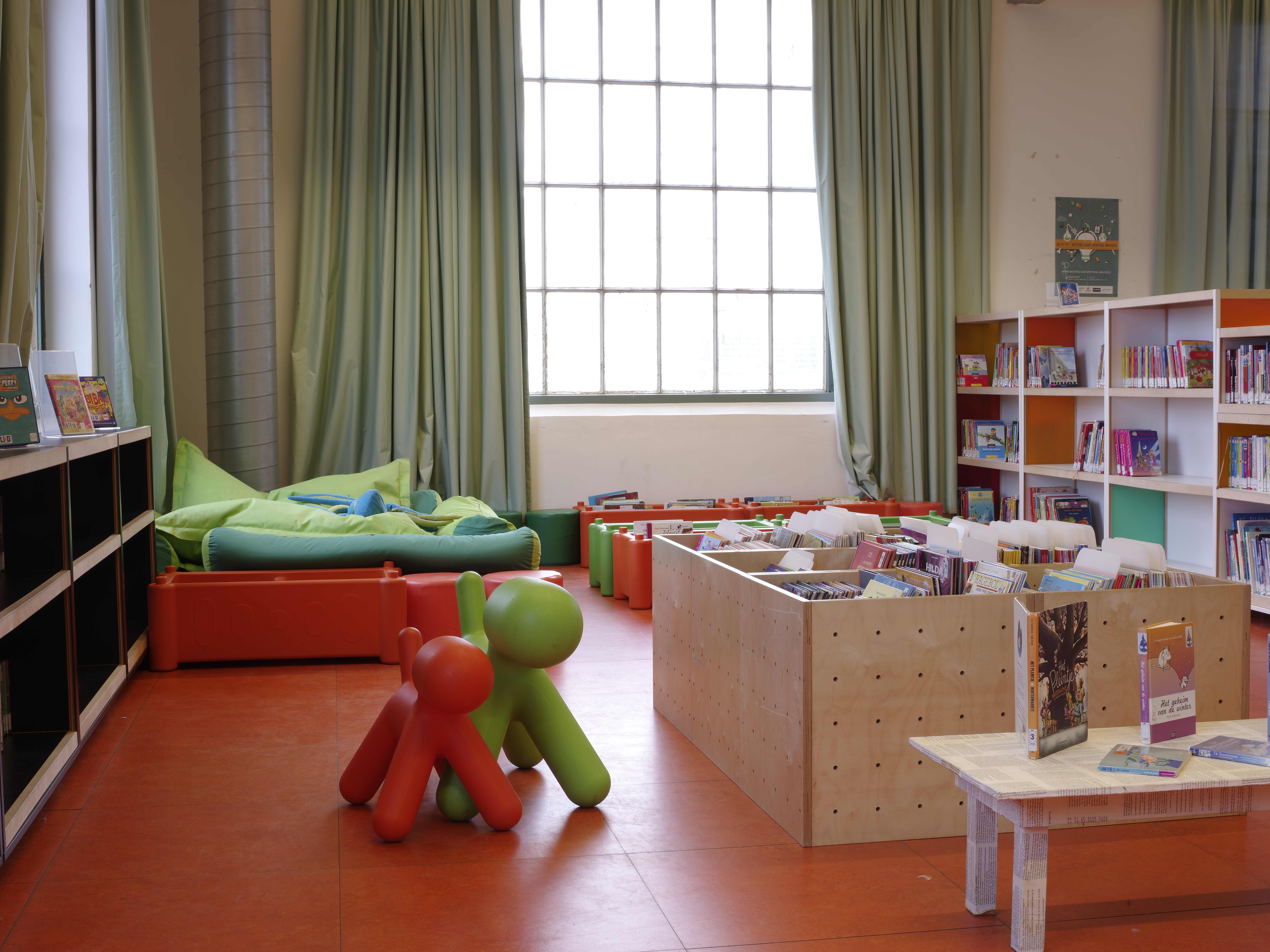
Kinder- und Jugendliteratur in BLI:B, öffentliche Bibliothek Vorst, Van Volxemlaan 364, 1190 Brüssel (Vorst).

In Kinder- und Jugendbüchern lässt sich thematisch nahezu alles altersgerecht darstellen, so dass die Themenvielfalt dementsprechend dieselbe Bandbreite wie in der Literatur für Erwachsene aufweist. Kinder und Jugendliche können sich demzufolge heute auch in für sie verfassten Büchern mit „härteren“ sie betreffenden gesellschaftlichen und sozialen Themen auseinandersetzen wie z. B. Tod (Jutta Bauer: Opas Engel; Peter Härtling: Alter John), Ausländerfeindlichkeit (Tahar Ben Jelloun: Papa, was ist ein Fremder?), Handy-Konsum (Roland Zoss Güschi), Behinderungen (Rodman Philbrick: Freak), Scheidung der Eltern (Anne Fine: Familien-Spiel) oder der Kampf um Selbstbestimmung (Bali Rai: Bloß (k)eine Heirat).
Zu den Autoren, die immer wieder kontroverse Bücher veröffentlichen und gerade die von der Gesellschaft vielfach schon verloren gegebenen Jugendlichen im Blick haben, gehört Morton Rhue. Aus seinem Werk ragt vor allem der auf tatsächlichen Ereignissen basierende Roman Die Welle heraus, das bislang bekannteste Buch über die Verführbarkeit autoritärer bzw. diktatorischer Strukturen, die Jugendliche z. B. auch für den Rechtsradikalismus empfänglich machen. Dieser Roman bildete auch die Vorlage für ein Theaterstück von Reinhold Tritt sowie für mehrere Filme, zuletzt 2008 für die deutsche Adaption durch Dennis Gansel.
Von der Literaturkritik, den Pädagogen und Eltern als „wertvoll“ und „engagiert“ geschätzte Bücher bilden bei Kindern und Jugendlichen jedoch eine vergleichsweise kleine Nische im Gegensatz zu den sehr beliebten und dementsprechend auch umsatzstarken Unterhaltungsgeschichten solcher Reihen wie Die wilden Hühner von Cornelia Funke oder zu den vor allem auf Spannung setzenden Reihen wie die Gänsehaut-Bücher von R. L. Stine oder die Die drei Fragezeichen.
Zu weiteren bei Kindern und Jugendlichen beliebten Genres siehe nachfolgende Absätze.

### Bilderbuch

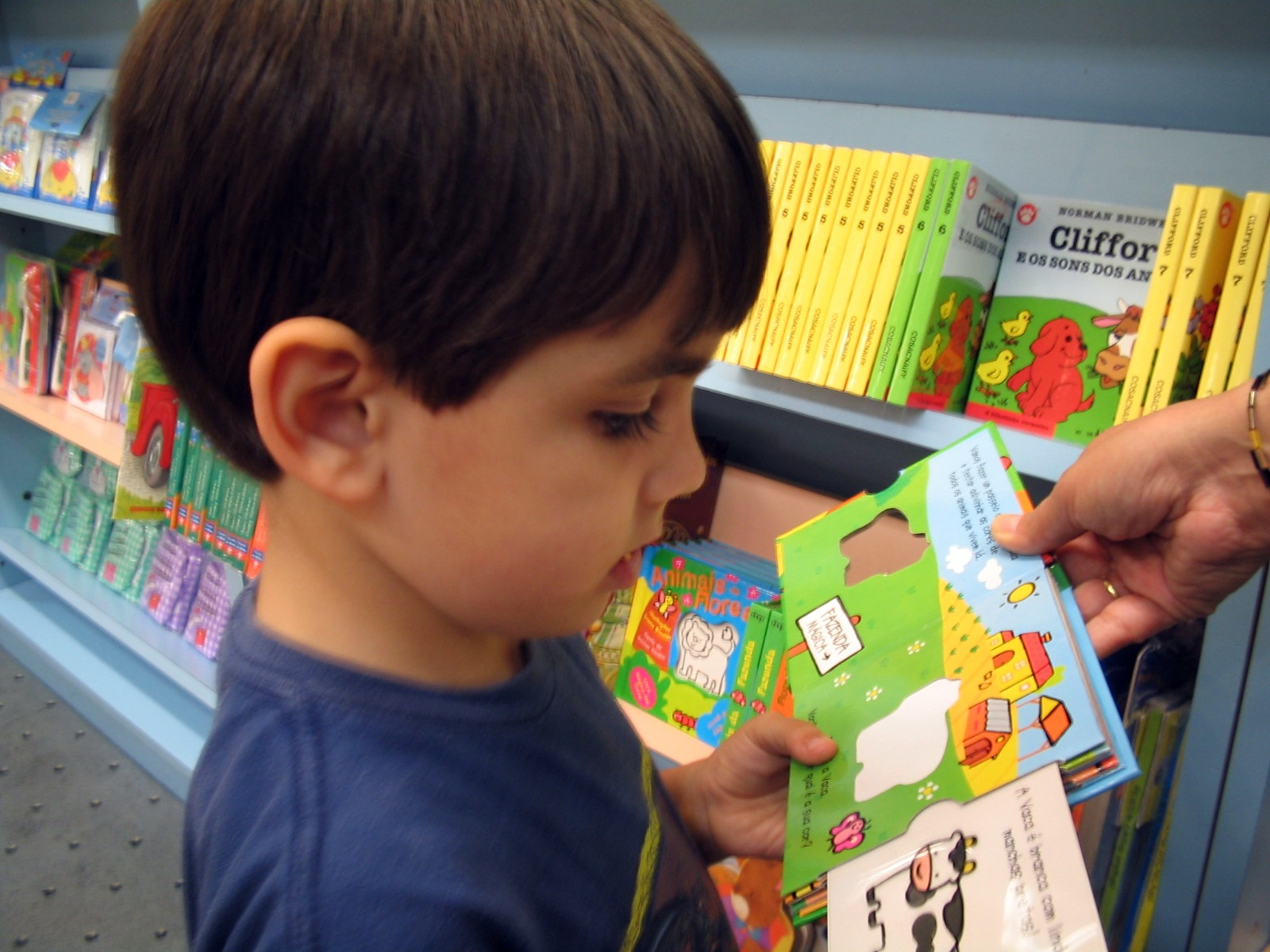
Kind vergleicht zwei Bilderbücher

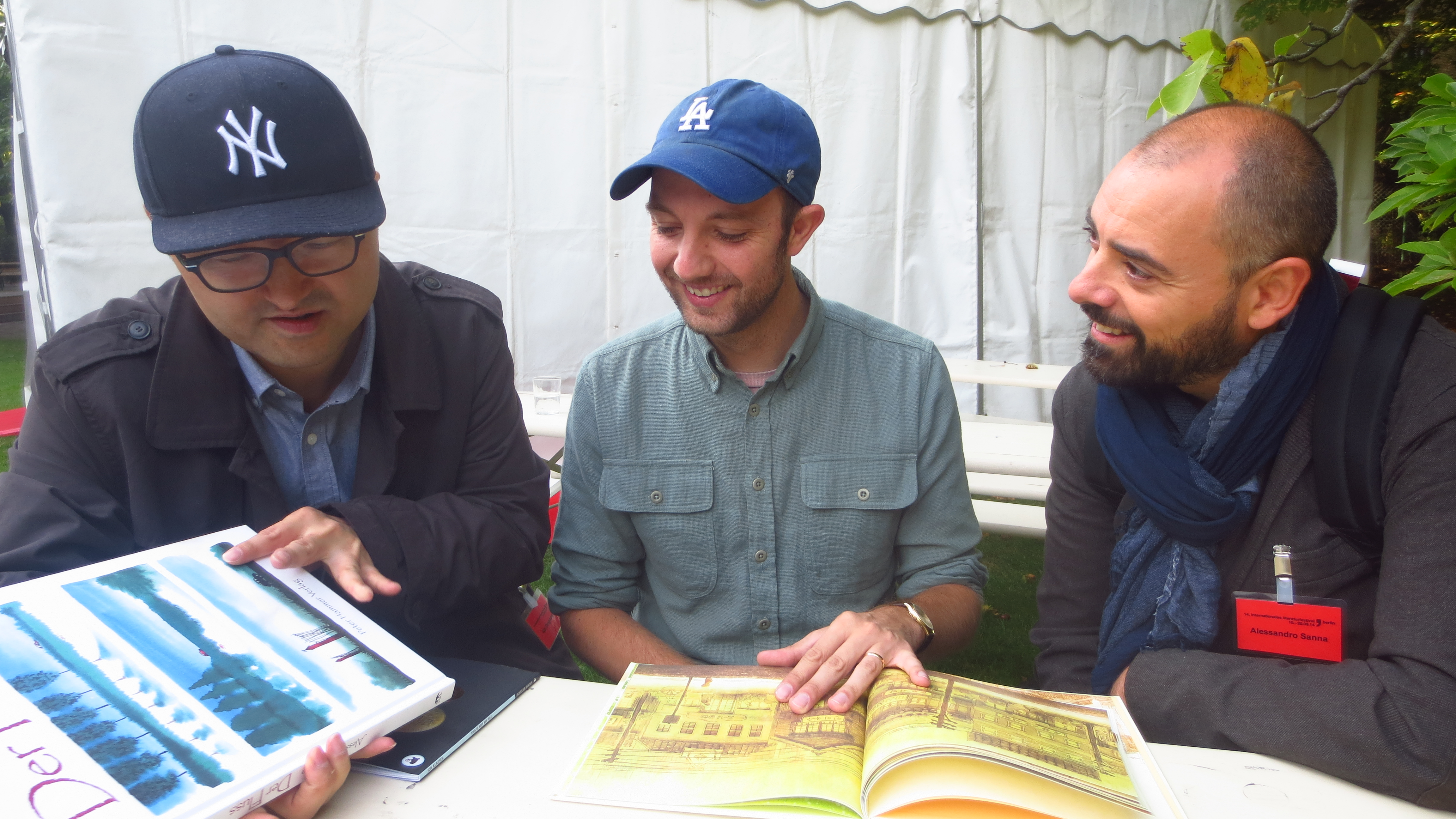
Bilderbuchillustratoren: Kim Dong-sung, Jon Klassen und Alessandro Sanna beim Kinder- und Jugendprogramm des Internationalen Literaturfestivals Berlin